# Guadalupe (bairro do Rio de Janeiro)
Guadalupe é um bairro da Zona Norte do município do Rio de Janeiro, no Brasil. Faz limites com os bairros de Anchieta, Deodoro, Marechal Hermes, Ricardo de Albuquerque, Barros Filho, Costa Barros e Pavuna. Localizado longe das praias das Zonas Sul e Oeste, Guadalupe se localiza no corredor da Avenida Brasil. O bairro possui inúmeros corredores para várias zonas do Rio de Janeiro, incluindo também vias expressas. O bairro já teve um parque industrial bastante significativo, com indústrias como a Pimaco, a Brasvit e a Eternit. Hoje, essas indústrias estão dando lugar a grandes empreendimentos comerciais, supermercados e shoppings.

Seu índice de desenvolvimento humano (IDH), no ano 2000, era de 0,810, o 80º melhor da cidade do Rio de Janeiro.